# The Infinite Quest
The Infinite Quest est une série animée, basée sur la série de science fiction Doctor Who. Créée par la BBC, elle n'a pas été produite par les mêmes producteurs que la série. Elle fut diffusée sur 12 semaines en petits épisodes de 3 minutes 30, du 2 avril 2007 au 30 juin 2007, à l'occasion de l'émission spin-off Totally Doctor Who. Le dernier segment ne fut montré que dans un épisode complet de 45 minutes, donnant un épisode de la même longueur qu'un épisode standard de Doctor Who,. Cet épisode entier fut diffusé le 30 juin 2007, coïncidant avec l'épisode final de la Saison 3 Le Dernier Seigneurs du temps. En France, la première diffusion (version épisode complet) en VOSTF (adaptation : Blandine Ménard - sous-titrage : Dubbing Brothers) eu lieu sur France 4 lors de la soirée anniversaire des 50 ans de la série, dans la nuit du 23 au 24 novembre 2013.

## Synopsis
Le Dixième Docteur et Martha Jones traversent différentes planètes à la recherche de puces permettant de découvrir L'Infini un vaisseau spatial géant qui permet de réaliser tous les désirs. À leur trace, Baltazar, est aussi à la recherche du vaisseau.

## Personnages secondaires
- Baltazar (Voix de Anthony Stewart Head)
- Caw / Squawk (Voix de en:Toby Longworth)
- Capitaine Kaliko (Voix de en:Liza Tarbuck)
- Swabb (Voix de Tom Farrelly)
- La Reine Mantasphide (Voix de en:Lizzie Hopley)
- Mergrass (Voix de en:Paul Clayton)
- Le pilote Kelvin (Voix de en:Steven Meo)
- Gurney (Voix de en:Stephen Greif)

## Synopsis
L'épisode commence sur un extraterrestre du nom de Baltazar, projetant de tirer un rayon plasma sur la terre afin de transformer ses habitants en diamants. Ses plans sont contrecarrés par l'arrivée du Dixième Docteur et de Martha Jones. Le Docteur menace Baltazar avec une petite cuillère, que Baltazar détruit avec sa main métallique. Or, cette petite cuillère contenait un fongus spécial qui fait rouiller à toute vitesse le vaisseau de Baltazar. Celui-ci s'enfuit sur Caw son immense oiseau métallique. Sur une question de Martha, le Docteur répond que celui-ci a toutes les chances de finir sa vie sur la planète prison de Volag-Noc.
Arrivés plus tard dans le temps, le Docteur et Martha sont interceptés par Caw décidant de les emmener sur sa planète. Caw remercie le Docteur et Martha de l'avoir libéré et leur donne une broche en remerciement. Il les avertit que Baltazar est en possession de puces permettant de découvrir "L'Infini" un énorme vaisseau spatial, créé avant la création du temps, et possédant le pouvoir de réaliser les désirs de celui qui s'en approche. Caw leur donne la première puce qu'il a récupéré, en demandant au Docteur de récupérer les prochaines avant que Baltazar ne s'empare de L'Infini. Une fois le Docteur et Martha partis à bord du TARDIS Baltazar réapparait, révélant au téléspectateur que Caw travaille pour lui, et qu'il va espionner le Docteur afin que celui-ci récupère les puces pour lui.
La première puce les amène sur la planète Boukan, où ils se retrouvent sans le vouloir sur le vaisseau du capitaine Kaliko, une pirate cherchant à détruire des forages de pétrole. Portant la puce comme boucle d'oreille, elle prend le Docteur et Martha pour des espions de la compagnie pétrolière. Ordonnant la mort du Docteur par ses pirates-squelettes, l'un d'entre eux, M. Swabb travaille pour la compagnie pétrolière et sauve le Docteur et Martha. À la suite d'un quiproquo, le vaisseau de Kaliko est détruit et celle-ci s'échappe sur une capsule de sauvetage. Le Docteur et Martha la retrouve assassinée à côté du TARDIS. Lui reprenant la puce, Martha et le Docteur sont guidés vers la planète Myarr.
Sur Myarr ils se retrouvent face à un extraterrestre lézard, Mergrass, vendeur d'arme auprès des Mantasphides, des extraterrestres insectes rappelant la mante religieuse. Les Mantasphides sont en guerre contre les humains. Durant l'entrevue que Martha, Mergrass et le Docteur passent avec la reine Mantasphide, un jeune pilote est capturé et leur assure que ce sont les aliens qui ont envahi leur planète. Trahi par la reine, Mergrass refuse d'aider cette dernière, alors qu'un bombardement humain est sur le point d'avoir lieu. Alors que Mergrass s'enfuit, le Docteur se sert du pilote afin de négocier un traité de paix entre les Mantasphides et les humains. Retrouvant Mergrass assassiné, le Docteur et Martha utilisent sa puce afin d'atteindre la prochaine planète.
Conduit sur la planète prison de Volag-Noc, le Docteur est rapidement identifié comme un criminel recherché et enfermé dans une cellule avec un robot endommagé. Martha négocie la libération du Docteur auprès du Gouverneur, un humain nommé Gurney, qui lui prouve que si le Docteur est enfermé c'est parce qu'il se sent lui-même coupable. Réparant le robot dans sa cellule, le Docteur se rend compte qu'il s'agit en réalité de Locke, le véritable gouverneur. Ils parviennent à se libérer et à prendre Gurney en otage. Mais, alors que Locke commence à vouloir tuer tous les prisonniers en représailles, Gurney s'enfuit pendant que le Docteur règle la situation. Il retrouve la puce et son Tournevis sonique dans le coffre-fort de Gurney.
À la poursuite de Gurney à la surface, Martha est arrêtée par une arrivée de Baltazar monté sur Caw. Gurney envoie un tir fatal sur Caw et est tué par Baltazar, hors champs. Assistant à l'agonie de Caw, Martha et le Docteur sont pris en otage par Baltazar et forcés à utiliser les puces afin de trouver la position de "L'Infini". Baltazar révèle qu'il les espionnait depuis le début grâce à la broche de Martha, qui est en réalité Squawk, le fils de Caw. Ayant pris le contrôle du TARDIS, Baltazar part pour l'astéroïde où se trouve l'Infini, ayant Martha comme otage, et laissant le Docteur et Squawk sur les pentes glacées de Volag-Noc.
Sur l'Infini, Baltazar se sert de Martha afin qu'elle puisse trouver les cœurs du vaisseau, qu'elle trouve accidentellement. À l'intérieur, elle découvre le Docteur l'attendant… elle se rendra compte un peu plus tard qu'il s'agit en réalité d'une création du vaisseau spatial qui réalise son vœux le plus cher. Le véritable Docteur arrive finalement à la surface de l’astéroïde, volant sur un Squawk devenu adulte, ayant passé 3 ans sur Volag-Noc à régler les affaires politiques et ayant amélioré Squawk pour qu'il puisse voler au-delà de la vitesse de la lumière et leur permettre de ne passer que quelques minutes dans le temps. Ayant retrouvé Martha, l'arrivée du Docteur lui permet de refuser sa vision. L' Infini cherche alors à réaliser le désir le plus profond du Docteur mais il ne peut lire à travers lui. Baltazar, quant à lui est persuadé d'avoir trouvé un immense trésor. Le Docteur détruit cette illusion grâce à son tournevis sonique ce qui pousse le vaisseau à se détruire. Martha et le Docteur partent sur le TARDIS tandis que Baltazar est emmené à la prison de Volag-Noc par Squawk. Ayant fini cette histoire, le Docteur et Martha reprennent leurs aventures.

### Continuité
- L'épisode ne s'inscrit pas dans la continuité des autres épisodes. On peut toutefois le placer dans la Saison 3, quelque part entre Brûle avec moi et Utopia. Cela dit, à la fin de L'Expérience Lazarus, Martha est emmené par le Docteur pour « un voyage de plus », ce qui laisserait à penser qu'il peut aussi se passer après cet épisode.

- L'épisode semble se passer au XLe siècle, même si un long laps de temps semble se dérouler entre le pré-générique et le reste de l'épisode.

- L'Infini semble venir de la même époque que La Conscience Nestene ou l'Impératrice des Racnoss.

- Le Docteur semble immunisé contre le froid, un caractère qui apparaissait chez d'autres incarnations tel que le Deuxième, Quatrième ou Neuvième Docteur (Des morts inassouvis).